# Черкассы (Липецкая область)
Черка́ссы — село Елецкого района Липецкой области. Административный центр Черкасского сельского поселения.

## География
Расположено на правом берегу реки Быстрой Сосны, приток Дона.

## История
Примерно в 1660-е годы сюда пришли 12 семей черкасских войсковых казаков. Шесть из них поселились здесь, на противоположном берегу Сосны от Талицка (ныне село Талица), и основали село Черкассы. Остальные ушли к Чернавску (ныне село Чернава) и основали слободу Черкасскую.

## Население
| 2008 | 2010  |
| ---- | ----- |
| 990  | ↗1042 |

## Инфраструктура
В селе есть храм Казанской Божьей Матери, небольшая школа